# Olympische Sommerspiele 2000/Kanu – Zweier-Kajak 1000 m (Männer)
Die Wettkämpfe im Zweier-Kajak über 1000 Meter bei den Olympischen Sommerspielen 2000 wurden vom 26. bis 30. September 2000 auf der Strecke im Sydney International Regatta Centre ausgetragen.

## Ergebnisse

### Vorläufe
Bei den zwei Vorläufen am 26. September erreichte jeweils die ersten drei Boot des jeweiligen Laufes das Finale. Von den restlichen Booten erreichten die neun zeitschnellsten das Halbfinale.

#### Vorlauf 1
| Rang | Athleten                         | Nation         | Zeit         |
| ---- | -------------------------------- | -------------- | ------------ |
| 1    | Antonio Rossi Beniamino Bonomi   | Italien        | 3:14,316 min |
| 2    | Markus Oscarsson Henrik Nilsson  | Schweden       | 3:15,102 min |
| 3    | Juraj Bača Michal Riszdorfer     | Slowakei       | 3:16,854 min |
| 4    | Paul Darby-Dowman Ross Sabberton | Großbritannien | 3:19,392 min |
| 5    | Jan Souček Jan Andrlík           | Tschechien     | 3:20,760 min |
| 6    | Brian Morton Luke Young          | Australien     | 3:20,934 min |
| 7    | Sebastián Cuattrin Carlos Campos | Brasilien      | 3:21,228 min |
| 8    | Marian Dimitrow Dimitar Iwanow   | Bulgarien      | 3:23,646 min |
| 9    | Fernando Redondo Abelardo Sztrum | Argentinien    | 3:24,324 min |

#### Vorlauf 2
| Rang | Athleten                               | Nation             | Zeit         |
| ---- | -------------------------------------- | ------------------ | ------------ |
| 1    | Krisztián Bártfai Krisztián Veréb      | Ungarn             | 3:13,677 min |
| 2    | Andreas Ihle Olaf Winter               | Deutschland        | 3:14,631 min |
| 3    | Babak Amir-Tahmasseb Philippe Aubertin | Frankreich         | 3:14,835 min |
| 4    | Eirik Verås Larsen Nils Olav Fjeldheim | Norwegen           | 3:15,483 min |
| 5    | Marek Twardowski Adam Wysocki          | Polen              | 3:15,909 min |
| 6    | Paw Madsen Jesper Staal                | Dänemark           | 3:16,989 min |
| 7    | Jewgeni Salachow Oleg Gorobi           | Russland           | 3:17,067 min |
| 8    | Rami Zur Roei Yellin                   | Israel             | 3:20,913 min |
| 9    | Philippe Boccara Cliff Meidl           | Vereinigte Staaten | 3:26,439 min |

### Halbfinale
Die  drei schnellsten Boote des Halbfinals erreichten den Endlauf.
| Rang | Athleten                               | Nation         | Zeit         |
| ---- | -------------------------------------- | -------------- | ------------ |
| 1    | Jewgeni Salachow Oleg Gorobi           | Russland       | 3:17,114 min |
| 2    | Eirik Verås Larsen Nils Olav Fjeldheim | Norwegen       | 3:17,288 min |
| 3    | Marek Twardowski Adam Wysocki          | Polen          | 3:18,026 min |
| 4    | Paw Madsen Jesper Staal                | Dänemark       | 3:18,206 min |
| 5    | Paul Darby-Dowman Ross Sabberton       | Großbritannien | 3:19,826 min |
| 6    | Sebastián Cuattrin Carlos Campos       | Brasilien      | 3:22,496 min |
| 7    | Rami Zur Roei Yellin                   | Israel         | 3:22,634 min |
| 8    | Brian Morton Luke Young                | Australien     | 3:25,046 min |
| —    | Jan Souček Jan Andrlík                 | Tschechien     | DSQ          |

### Finale
| Rang | Athleten                               | Nation      | Zeit         |
| ---- | -------------------------------------- | ----------- | ------------ |
| 1    | Antonio Rossi Beniamino Bonomi         | Italien     | 3:14,461 min |
| 2    | Markus Oscarsson Henrik Nilsson        | Schweden    | 3:16,075 min |
| 3    | Krisztián Bártfai Krisztián Veréb      | Ungarn      | 3:16,357 min |
| 4    | Andreas Ihle Olaf Winter               | Deutschland | 3:16,627 min |
| 5    | Babak Amir-Tahmasseb Philippe Aubertin | Frankreich  | 3:17,635 min |
| 6    | Juraj Bača Michal Riszdorfer           | Slowakei    | 3:18,325 min |
| 7    | Jewgeni Salachow Oleg Gorobi           | Russland    | 3:18,937 min |
| 8    | Marek Twardowski Adam Wysocki          | Polen       | 3:19,939 min |
| 9    | Eirik Verås Larsen Nils Olav Fjeldheim | Norwegen    | 3:20,515 min |